# Jerk (kryddblandning)

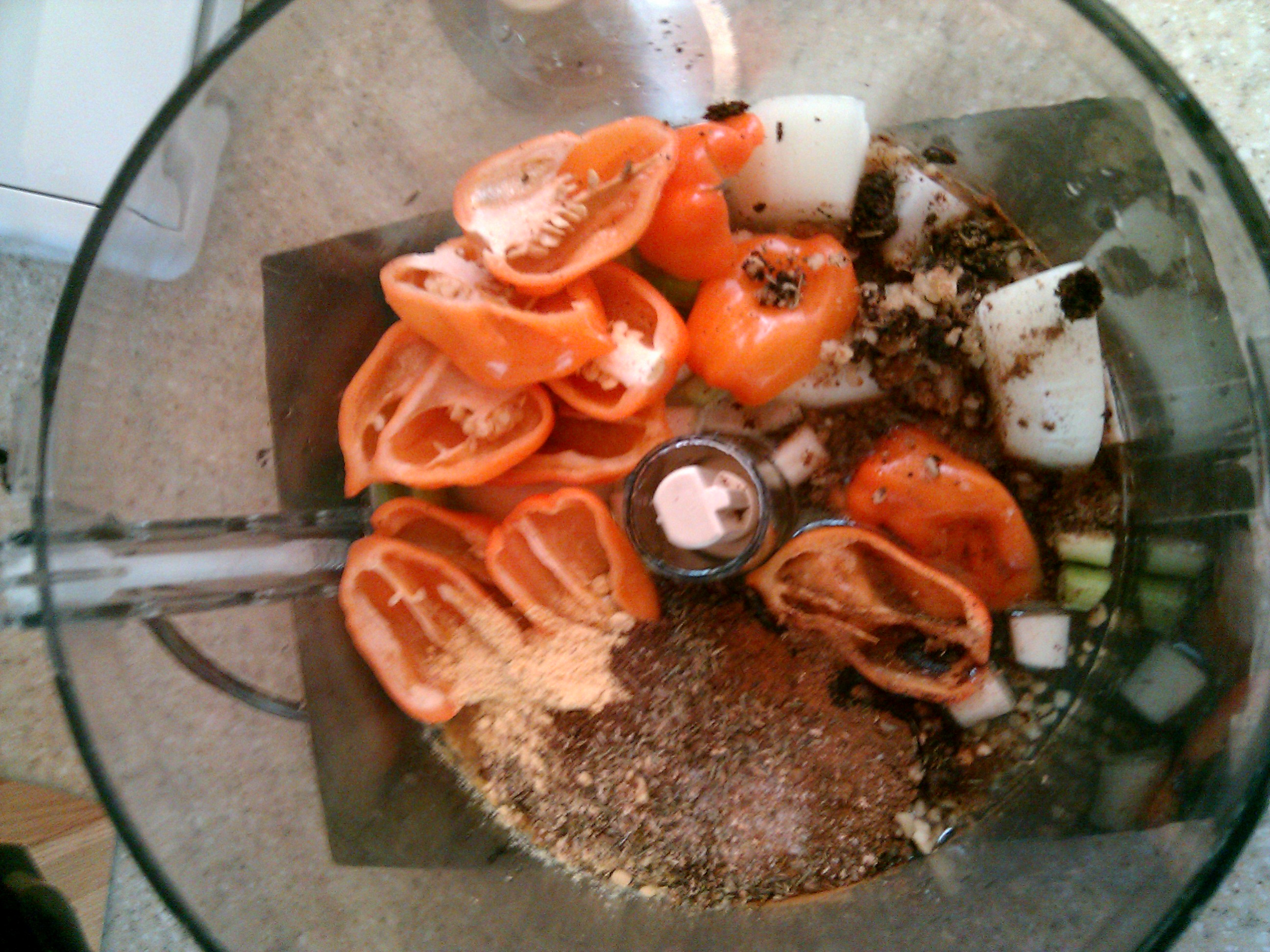
Jerkkrydda.

Jerk är en karibisk kryddblandning som finns både i torr form som används som rubbing och i våt form som används som marinad eller kryddsås. Jerk brukar innehålla kryddpeppar, chili, kanel och muskot men i övrigt kan innehållet variera stort och även innehålla bland annat kryddnejlika, lök, timjan och/eller vitlök kan ingå.
Jerk kommer från Jamaica och härstammar från ursprungsbefolkningen, arawakindianerna, och den teknik som de använde för att marinera och tillaga kött. Därför är jerk både en grillmetod och den kryddblandning som man marinerar köttet i. Traditionellt grillas köttet på kolbädd och med trä från kryddpepparträdet som bränsle.
Jerk används traditionellt till grillat svin eller get, men passar också bra till kyckling, oxkött, korv och fisk.

## Bilder

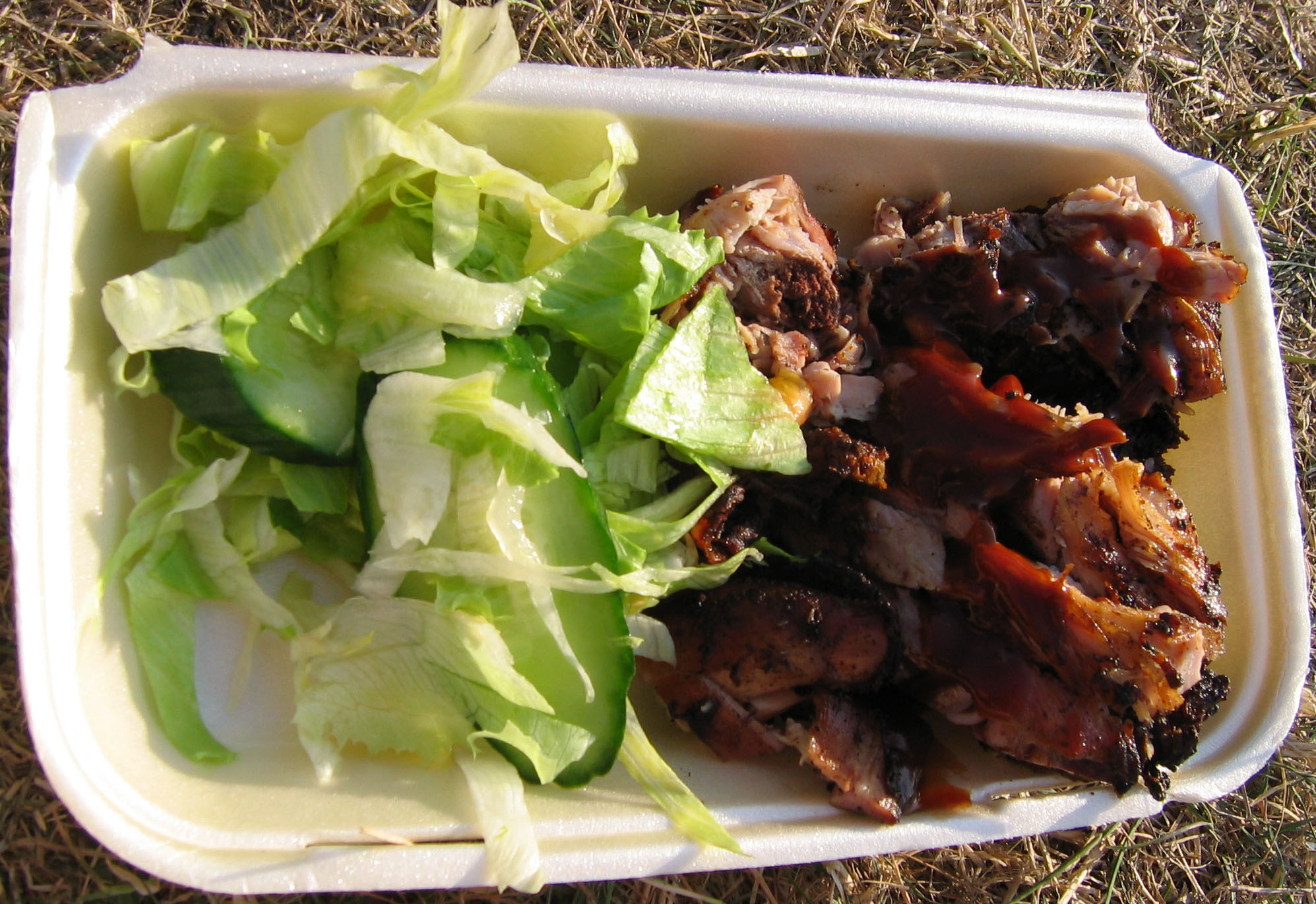
Jerkkyckling.
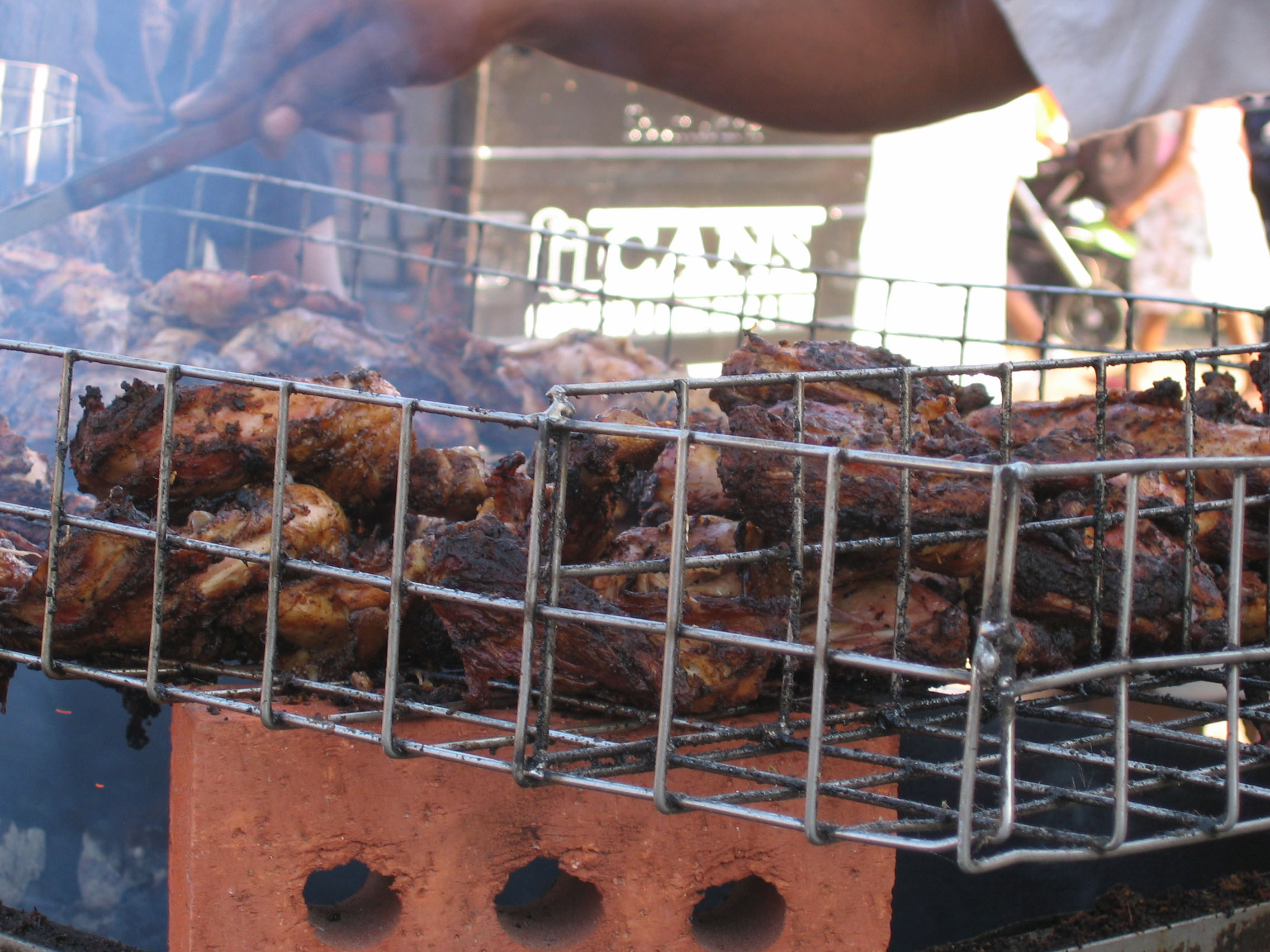
Jerkgrillning.